# Cantone di Monestiés
Il Cantone di Monestiés era una divisione amministrativa dell'arrondissement di Albi.
È stato soppresso a seguito della riforma complessiva dei cantoni del 2014, che è entrata in vigore con le elezioni dipartimentali del 2015.
Comprendeva i comuni di:
- Combefa
- Laparrouquial
- Monestiés
- Montirat
- Saint-Christophe
- Salles
- Le Ségur
- Trévien
- Virac